# Love Letters from Elvis
För andra betydelser, se Love Letters (olika betydelser).
Love Letters from Elvis är ett studioalbum av den amerikanske sångaren och musikern Elvis Presley, släppt av RCA Records i stereo (LSP 4530) den 16 juni 1971. Det består av låtar som blev över vid inspelningstillfället i RCA Studio B i Nashville, Tennessee i juni 1970 efter att låtarna till albumen That's the Way It Is och Elvis Country hade valts ut. Albumet nådde i USA som bäst plats 33 på Billboard 200-listan och plats 12 på Top Country Albums-listan, samt plats 6 på den brittiska albumlistan. Den sålde när den kom ut i USA knappt 300 000 exemplar, med tiden 425 000 exemplar och i hela världen 660 000 exemplar.
Albumets singel, "Life" parad med "Only Believe", släpptes i april 1971 och nådde blott plats 53 på den amerikanska singel-listan. Det var Elvis lägsta placering på den listan sedan "Almost in Love" år 1968. Ytterligare en låt från skivan, "Heart of Rome", gavs ut som singel i juli 1971, då som B-sida till "I'm Leavin'" inspelad i maj samma år.

## Inspelningarna
Alla låtar på Love Letters from Elvis spelades in i RCA Studio B i Nashville, Tennessee, under fem dygn den 4–9 juni 1970. Inspelningssessionen resulterade i 35 mastrar och det första albumet som sammanställdes från dessa inspelningar var That's the Way It Is, som utkom i november 1970. Det andra albumet blev Elvis Country som gavs ut i januari 1971 och det tredje Love Letters from Elvis, som utkom i juni samma år. Producenten Felton Jarvis hade satt samman ett delvis nytt kompband till inspelningarna i hopp om att kunna åstadkomma något lika bra som det som Elvis åstadkom vid sessionen på American Sound Studio 1969. Bandet bestod av James Burton, Chip Young och Charlie Hodge på gitarr, Norbert Putnam på bas, Jerry Carrigan på trummor, David Briggs på piano och Charlie McCoy på orgel och munspel.

## Albumet
Albumet Love Letters from Elvis består huvudsakligen av de låtar från inspelningssessionen den 4–9 juni 1970 som hade blivit över efter att man redan givit ut två album med låtar från sessionen på That's the Way It Is och Elvis Country. När sedan påläggen gjordes i efterhand skedde detta på ett distinkt annorlunda sätt än på de andra albumen med träblås och horn som gav det en känsla av hissmusik. Trots namnet Love Letters (kärleksbrev) är det inget renodlat album med kärlekssånger eftersom "Got My Mojo Working" och "Cindy Cindy" snarare är rocklåtar, "Only Believe" en andlig sång, och "Life" handlar om kristen evolution.
Love Letters: Som sista låt under det näst sista inspelningsdygnet valde Elvis att göra något så sällsynt för honom som att spela in en ny studioversion av "Love Letters", en låt som han redan hade spelat in i studio den 26 maj 1966 och som han gav ut som singel i juni 1966. Det var pianisten David Briggs som uppmuntrade Elvis till inspelningen eftersom han gärna ville förbättra sitt eget framförande från fyra år tidigare. Men även om Elvis sjunger den bra och David Briggs måhända spelar piano bättre på låten, är framförandet rätt likt det från 1966 och inspelningen tillför därför inte mycket nytt.
When I'm Over You: Elvis inledde kvällen den 7 juni, det fjärde inspelningsdygnet, med att spela in Shirl Milete-låten "When I'm Over You". Shane Brown menar att det nu var tydligt att det bästa av det nya materialet som hade lämnats in för sessionen redan hade använts och att denna låt – i likhet flera låtar från den föregående kvällen – var okej men ändå av mindre hög kvalité och ingen låt som utmärker sig. Ernst Jørgensen anser att den är lätt att glömma.
If I Were You: Countrylåten "If I Were You" spelades in under det sista inspelningsdygnet och som Jørgensen uttrycker det, är det tydligt att man nu har nått botten på demohögen och att låtarna började bli fantasilösa. Elvis gör vad han kan med låten som hade skrivits av Gerald Nelson. Den var trots allt en förbättring av det som han tidigare hade skrivit åt Elvis, som "The Love Machine" och "Yoga Is as Yoga Does", några av de filmlåtar som räknas som de sämsta.
Got My Mojo Working: Under inspelningen kunde Elvis inte avhålla sig från att då och då frångå det planerade schemat över vilka låtar som skulle spelas in. Under det andra inspelningsdygnet i samband med repetitionerna av "It's Your Baby, You Rock It", kastade han sig utan någon uppenbar anledning spontant in ett längre jam som bestod av "Got My Mojo Working" parad med "Keep Your Hands Off Of It". Felton Jarvis var snabb med att se till att ljudteknikern Al Pachucki fick bandet att rulla och jammet kom därmed att bevaras till eftervärlden. Låten förkortades inför utgivningen på originalskivan. När den fulla versionen senare gavs ut, namngav RCA låten "Got My Mojo Working" / "Keep Your Hands Off Of It", men den senare var en låt utgiven av Frankie Castro 1955 och hette egentligen bara "Hands Off".
Heart of Rome: Som sista låt under det tredje inspelningsdygnet spelade Elvis in "Heart Of Rome". Det var en dramatisk upptempoballad i stil med "It's Now Or Never" eller "Surrender" och Elvis fick anstränga sig för att nå de riktigt höga tonerna. Han sjunger låten med kraft och styrka, framför allt i refrängen.
Only Believe: På den sista inspelningsdagen spelade man in "Only Believe", som är den enda riktiga gospellåten från junisessionen. Elvis och bandet presterade fortfarande på topp, men mycket av materialet på slutet av sessionen var förhållandevis fantasilöst och intetsägande. Elvis provade "Only Believe" live inför publik vid ett enda tillfälle, den 27 januari 1971 på International Hotel i Las Vegas, och låten kom att ges ut på singel, som B-sida till "Life", i april 1971.
This Is Our Dance: Britterna Flett och Fletcher, vilka hade skrivit "Just Pretend" som utkom på albumet That's the Way It Is, hade också skrivit "This Is Our Dance". Låten är till synes ett plagiat av "The Last Waltz". På sessionens tredje dygn spelade man in låten och såväl Elvis som bandet var frustrerade över att behöva spela in den.
Cindy, Cindy var en av de låtar som "Hill and Range" – det musikförlag som hanterade Elvis musik – hade levererat till inspelningssessionen. Det var en låt som var i public domain och som Ben Weisman hade modifierat. Elvis tog sig an den som sista låt på morgonen den 5 juni, under det första dygnets inspelningar. Detta var en sång som Elvis sannolikt hade hört när han växte upp, och han attackerade verserna med en hård, nästan illvillig ton i rösten samtidigt som han och musikerna släppte loss.
I'll Never Know: Som näst sista låt under det andra dygnet av inspelningar, spelade man in den, i Ernst Jørgensens ord, innerliga och vackra balladen "I'll Never Know". Shane Brown menar att låten är en mycket trevlig lugn ballad, men ändå rätt oansenlig, och han anser att den blev än mer slätstruken efter att påläggen gjordes.
It Ain't No Big Thing (But It's Growing): Det tredje dygnets inspelningar inleddes med att Elvis överraskade alla genom att på en akustisk gitarr spela inledningen till den välbekanta countryhitten från mitten av 1960-talet, "It Ain't No Big Thing", en låt som har spelats in av många countryartister genom åren. Elvis bad därefter Chip Young att ta över gitarrspelandet, och den andra tagningen blev mastern.
Life: På tredje dygnets inspelningar, efter att man hade avslutat inspelningen av "This Is Our Dance", spelade man in "Life". Detta var ytterligare en Shirl Milete-låt (utöver "When I'm Over You") som Lamar Fike hade haft med sig för "Hill and Ranges" räkning. Man kan i detta läge på inspelningsbanden höra Elvis frustration över låtarnas bristande kvalitet. Texten var pretentiös och syftade på ett slags filosofisk andlighet i 1960-talsstil. Elvis säger på bandet att låten är lika lång som livet självt. Shane Brown menar att "Life" är en av de märkligaste låtar som Elvis spelade in – ett försök att knyta samman skapelseberättelsen i Första Mosebok med darwinismen. Det är varken ett gospelnummer eller en låt med ett budskap. Låten kom att släppas som singel med "Only Believe" som B-sida i april 1971 och nådde som bäst plats 53 på den amerikanska Billboard Hot 100-listan.

## Låtlistor

### Originalutgåvan 1971
| 1. | Love Letters        | Edward Heyman, Victor Young               | 7 juni 1970 | 2:53 |
| 2. | When I'm Over You   | Shirl Milete                              | 7 juni 1970 | 2:28 |
| 3. | If I Were You       | Gerald Nelson                             | 8 juni 1970 | 3:01 |
| 4. | Got My Mojo Working | Preston Foster                            | 5 juni 1970 | 4:36 |
| 5. | Heart of Rome       | Alan Blaikley, Ken Howard, Geoff Stephens | 6 juni 1970 | 2:56 |

| 1.           | Only Believe                             | D. Paul Rader                                      | 8–9 juni 1970 | 2:50  |
| 2.           | This Is Our Dance                        | Les Reed, Geoff Stephens                           | 6 juni 1970   | 3:16  |
| 3.           | Cindy, Cindy                             | Fred Wise, Buddy Kaye, Dolores Fuller, Ben Weisman | 4 juni 1970   | 2:32  |
| 4.           | I'll Never Know                          | Fred Karger, Sid Wayne, Ben Weisman                | 5 juni 1970   | 2:25  |
| 5.           | It Ain't No Big Thing (But It's Growing) | Shorty Hall, Neal Merritt, Alice Joy Merritt       | 6 juni 1970   | 2:49  |
| 6.           | Life                                     | Shirl Milete                                       | 6 juni 1970   | 3:10  |
| Total längd: | Total längd:                             | Total längd:                                       | Total längd:  | 32:56 |

### 2008 Love Letters (FTD)
| 1.           | Spåren 1–11 är desamma som på originalutgåvan New Bonus Songs |                                                    | 4–9 juni 1970     | 33:00 |
| 12.          | The Sound of Your Cry                                         | Bernie Baum, Bill Giant, Buddy Kaye                | 4/5 juni 1970     | 3:16  |
| 13.          | Sylvia                                                        | Geoff Stephens, Les Reed                           | 8/9 juni 1970     | 3:18  |
| 14.          | Rags to Riches                                                | Richard Adler, Jerry Ross                          | 22 september 1970 | 1:57  |
| 15.          | Something (live, Las Vegas) First Takes                       | George Harrison                                    | 11 augusti 1970   | 3:37  |
| 16.          | The Sound of Your Cry (takes 1, 2, 3)                         | Bernie Baum, Bill Giant, Buddy Kaye                | 4/5 juni 1970     | 8:01  |
| 17.          | Cindy, Cindy (take 1)                                         | Fred Wise, Dolores Fuller, Buddy Kaye, Ben Weisman | 4 juni 1970       | 3:54  |
| 18.          | I'll Never Know (take 1)                                      | Fred Karger, Sid Wayne, Ben Weisman                | 5 juni 1970       | 3:10  |
| 19.          | It Ain't No Big Thing (But It's Growing) (takes 1, 2)         | Shorty Hall, Alice Joy Merritt, Neal Merritt       | 6 juni 1970       | 4:06  |
| 20.          | Life (takes 1, 2)                                             | Shirl Milete                                       | 6 juni 1970       | 4:57  |
| 21.          | Heart of Rome (take 1)                                        | Alan Blaikley, Ken Howard, Geoff Stephens          | 6 juni 1970       | 3:27  |
| 22.          | If I Were You (take 1)                                        | Gerald Nelson                                      | 8 juni 1970       | 1:31  |
| 23.          | Rags to Riches (rehearsal, take 2)                            | Richard Adler, Jerry Ross                          | 22 september 1970 | 5:09  |
| Total längd: | Total längd:                                                  | Total längd:                                       | Total längd:      | 79:23 |

| 1.           | Radio Commercial                                                          |                                                    |                   | 0:54  |
| 2.           | The Sound of Your Cry (takes 4, 5, 6)                                     | Bernie Baum, Bill Giant, Buddy Kaye                | 4/5 juni 1970     | 5:38  |
| 3.           | Cindy, Cindy (takes 2, 3; undubbed master)                                | Fred Wise, Dolores Fuller, Buddy Kaye, Ben Weisman | 4 juni 1970       | 4:23  |
| 4.           | Got My Mojo Working / Keep Your Hands Off Of It (take 1; undubbed master) | Preston Foster / Frankie Castro                    | 5 juni 1970       | 5:34  |
| 5.           | I'll Never Know (takes 2, 3)                                              | Fred Karger, Sid Wayne, Ben Weisman                | 5 juni 1970       | 5:34  |
| 6.           | It Ain't No Big Thing (But It's Growing) (takes 3, 4, 5, 6)               | Shorty Hall, Alice Joy Merritt, Neal Merritt       | 6 juni 1970       | 4:34  |
| 7.           | This Is Our Dance (takes 6, 7, 9, 11; undubbed master)                    | Les Reed, Geoff Stephens                           | 6 juni 1970       | 6:49  |
| 8.           | Life (take10)                                                             | Shirl Milete                                       | 6 juni 1970       | 3:03  |
| 9.           | Heart of Rome (takes 2, 3; undubbed master)                               | Alan Blaikley, Ken Howard, Geoff Stephens          | 6 juni 1970       | 7:58  |
| 10.          | Love Letters (takes 3, 1)                                                 | Edward Heyman, Victor Young                        | 7 juni 1970       | 4:01  |
| 11.          | If I Were You (takes 2 + FS "Yellow Rose Of Texas", 3, 4, 5)              | Gerald Nelson                                      | 8 juni 1970       | 8:06  |
| 12.          | Only Believe (takes 1, 2, 3, 4; undubbed master)                          | D. Paul Rader                                      | 8–9 juni 1970     | 7:25  |
| 13.          | Sylvia (takes 1, 2, 3, 4, 9)                                              | Geoff Stephens, Les Reed                           | 8/9 juni 1970     | 9:12  |
| 14.          | Rags to Riches (take 3)                                                   | Richard Adler, Jerry Ross                          | 22 september 1970 | 1:54  |
| Total längd: | Total längd:                                                              | Total längd:                                       | Total längd:      | 75:05 |

### Fotnoter
1. 1 2 3  ”Elvis Presley – Love Letters from Elvis Review” (på engelska). Allmusic. https://www.allmusic.com/album/love-letters-from-elvis-mw0000616231. Läst 11 november 2023.
2. ↑  Gary Graff, Daniel Durchholz, red (1999) (på engelska). MusicHound Rock: The Essential Album Guide. Farmington Hills, MI: Visible Ink Press. sid. 892. ISBN 1-57859-061-2
3. ↑  Simpson, Paul (2004) (på engelska). The Rough Guide to Elvis. London: Rough Guides. sid. 146. Libris 9589595. ISBN 1843534177
4. ↑  Marsh, Dave (1983). John Swenson. red (på engelska). The New Rolling Stone Record Guide. London: Random House/Rolling Stone Press. sid. 397. ISBN 0394721071
5. 1 2 3  Leigh, Spencer (2017) (på engelska). Elvis Presley: Caught in a Trap. Aswarby, Sleaford, United Kingdom: McNidder & Grace. sid. 230. Libris 21550741. ISBN 978-0857161659
6. ↑  ”Billboard 200: Love Letters – Week of July 10, 1971” (på engelska). Billboards sökbara databas. Billboard. https://www.billboard.com/charts/billboard-200/1971-07-10/. Läst 28 november 2023.
7. ↑  ”Elvis Presley – Top Country Albums” (på engelska). Billboards sökbara databas. Billboard. https://www.billboard.com/artist/elvis-presley/chart-history/clp/. Läst 28 november 2023.
8. ↑  ”LOVE LETTERS by ELVIS PRESLEY” (på engelska). Official Charts sökbara databas. Official Charts. https://www.officialcharts.com/songs/elvis-presley-love-letters/. Läst 28 november 2023.
9. ↑  Guralnick, Peter; Jorgensen, Ernst (1999) (på engelska). Elvis Day by Day: The Definitive Record of His Life and Music. New York: Ballantine Books. sid. 295. ISBN 0345420896
10. ↑  ”Elvis Presley albums and songs sales”. Chart Master. https://chartmasters.org/cspc-elvis-presley-popularity-analysis/. Läst 28 november 2023.
11. 1 2  ”Billboard Hot 100: Life/Only Believe – Week of June 12, 1971” (på engelska). Billboards sökbara databas. Billboard. https://www.billboard.com/charts/hot-100/1971-06-12/. Läst 28 november 2023.
12. ↑  ”Billboard Hot 100: Almost In Love – Week of October 5, 1968” (på engelska). Billboards sökbara databas. Billboard. https://www.billboard.com/charts/hot-100/1968-10-05/. Läst 28 november 2023.
13. ↑  Flynn, Keith, ”Elvis Presley Recording Sessions: May 20 / 21 1971”, Keith Flynn's Elvis Presley Pages, https://www.keithflynn.uk/recording-sessions/710520.html#01, läst 22 november 2023
14. 1 2  Jorgensen, Ernst (1998) (på engelska). Elvis Presley: A Life in Music: The Complete Recording Sessions (1. ed.). New York: St. Martin's Press. sid. 297. ISBN 978-1466868557
15. 1 2 3 4 5 6 7 8 9  Flynn, Keith, ”Elvis Presley: Recording Sessions 1970s”, Keith Flynn's Elvis Presley Pages, https://www.keithflynn.uk/recording-sessions/70_index.html, läst 28 november 2023
16. 1 2  Guralnick, Peter; Jorgensen, Ernst (1999) (på engelska). Elvis Day by Day: The Definitive Record of His Life and Music. New York: Ballantine Books. sid. 273. ISBN 0345420896
17. ↑  Marchese, Joe (3 januari 2012). ”Review: Elvis Presley, "Elvis Country: Legacy Edition"” (på engelska). The Second Disc. https://theseconddisc.com/2012/01/03/review-elvis-presley-elvis-country-legacy-edition/. Läst 22 november 2023.
18. ↑  Simpson, Paul (2004) (på engelska). The Rough Guide to Elvis. London: Rough Guides. sid. 145. Libris 9589595. ISBN 1843534177
19. 1 2  Brown, Shane (2017) (på engelska). Reconsider Baby: Elvis Presley: A Listener's Guide (2 ed. Revised and Expanded). CreateSpace Independent Publishing Platform. sid. 394. ISBN 978-1976053016
20. ↑  Flynn, Keith, ”Elvis Presley: Recording Sessions 1963 – 1966: May 26 / 27 1966”, Keith Flynn's Elvis Presley Pages, https://www.keithflynn.uk/recording-sessions/660526.html, läst 28 november 2023
21. 1 2 3 4 5  Jorgensen, Ernst (1998) (på engelska). Elvis Presley: A Life in Music: The Complete Recording Sessions (1. ed.). New York: St. Martin's Press. sid. 302. ISBN 978-1466868557
22. 1 2 3 4  Jorgensen, Ernst (1998) (på engelska). Elvis Presley: A Life in Music: The Complete Recording Sessions (1. ed.). New York: St. Martin's Press. sid. 305. ISBN 978-1466868557
23. ↑  Brown, Shane (2017) (på engelska). Reconsider Baby: Elvis Presley: A Listener's Guide (2 ed. Revised and Expanded). CreateSpace Independent Publishing Platform. sid. 281. ISBN 978-1976053016
24. 1 2 3 4 5  Brown, Shane (2017) (på engelska). Reconsider Baby: Elvis Presley: A Listener's Guide (2 ed. Revised and Expanded). CreateSpace Independent Publishing Platform. sid. 279. ISBN 978-1976053016
25. 1 2 3 4 5  Jorgensen, Ernst (1998) (på engelska). Elvis Presley: A Life in Music: The Complete Recording Sessions (1. ed.). New York: St. Martin's Press. sid. 304. ISBN 978-1466868557
26. 1 2 3 4 5  Brown, Shane (2017) (på engelska). Reconsider Baby: Elvis Presley: A Listener's Guide (2 ed. Revised and Expanded). CreateSpace Independent Publishing Platform. sid. 282. ISBN 978-1976053016
27. 1 2 3 4 5  Brown, Shane (2017) (på engelska). Reconsider Baby: Elvis Presley: A Listener's Guide (2 ed. Revised and Expanded). CreateSpace Independent Publishing Platform. sid. 277. ISBN 978-1976053016
28. 1 2 3 4 5 6 7 8  Jorgensen, Ernst (1998) (på engelska). Elvis Presley: A Life in Music: The Complete Recording Sessions (1. ed.). New York: St. Martin's Press. sid. 303. ISBN 978-1466868557
29. ↑  ”Elvis Presley Tour Statistics”. Setlist.fm. https://www.setlist.fm/stats/elvis-presley-73d6a2b1.html. Läst 30 november 2023.
30. ↑  Doll, Susan (2009) (på engelska). Elvis for Dummies. Hoboken, NJ: Wiley Publishing, Inc. sid. 74, 339. ISBN 978-0470472026
31. ↑  Brown, Shane (2017) (på engelska). Reconsider Baby: Elvis Presley: A Listener's Guide (2 ed. Revised and Expanded). CreateSpace Independent Publishing Platform. sid. 278. ISBN 978-1976053016
32. 1 2  ”Elvis Presley – Love Letters From Elvis”. Discogs sökbara databas. Discogs. https://www.discogs.com/master/211840-Elvis-Love-Letters-From-Elvis. Läst 28 november 2023.
33. 1 2  ”Elvis Presley – Love Letters – Follow That Dream (FTD)”. FTD CDs. Elvis on CD. https://elvisoncd.com/frame.htm?https://www.elvisoncd.com/EIGENECD_a-z/ftd-label/ftd.htm. Läst 27 november 2023.
34. 1 2  ”Elvis Presley – Love Letters From Elvis – Follow That Dream Records”. Discogs sökbara databas. Discogs. https://www.discogs.com/release/5890187-Elvis-Love-Letters-From-Elvis. Läst 27 november 2023.